# Hickmanapis minuta
Espèce
Synonymes
- Chasmocephalon minutum Hickman, 1944

Hickmanapis minuta est une espèce d'araignées aranéomorphes de la famille des Anapidae.

## Distribution
Cette espèce est endémique de Tasmanie.

## Description
Le mâle décrit par Platnick et Forster en 1989 mesure 0,67 mm et la femelle 0,87 mm.

## Publication originale
- Hickman, 1944 : On some new Australian Apneumonomorphae with notes on their respiratory systems. Papers and Proceedings of the Royal Society of Tasmania, vol. 1943, p. 179-196 (texte intégral).